# Qabāgh Kandī
Qabāgh Kandī (persiska: قباغ کندی) är en ort i Iran.   Den ligger i provinsen Västazarbaijan, i den nordvästra delen av landet, 500 km väster om huvudstaden Teheran. Qabāgh Kandī ligger 1 290 meter över havet och antalet invånare är 852.
Terrängen runt Qabāgh Kandī är platt, och sluttar norrut.Runt Qabāgh Kandī är det ganska tätbefolkat, med 207 invånare per kvadratkilometer. Närmaste större samhälle är Mīāndoāb, 5,5 km norr om Qabāgh Kandī. Trakten runt Qabāgh Kandī består till största delen av jordbruksmark.